# Amata rendalli
Amata rendalli là một loài bướm đêm thuộc phân họ Arctiinae, họ Erebidae.